# Alchemist
Alchemist是日本一家從事開發角色商品及電子遊戲的企劃、販售的企業，總部位於東京都江東區（登記上位於札幌市豐平區），1991年成立，2016年4月1日宣布破產。

## 業務内容
遊戲角色周邊商品的企畫、販售為主。印有角色的「ふにふに抱枕」受到了注目。不是其他公司的角色，以自創的角色「備長炭」擴張商品。
漫畫喫茶「Smile Time」也正在營運中。此外，每年愚人節跟著Irem製作虛假網站，也是眾所皆知的事。

### 沿革
- 1991年 -株式会社在札幌市成立。

當初是在北海道、青森縣擴張同名遊戲軟體經銷商（現已退出）。
後來，漫畫喫茶「Smile Time」的經營及角色商品的開發、販售和擴張業務。
- 2000年 - 更名為“Alchemist株式会社”，在千葉縣浦安市設立總部。
- 2002年 - 參與《你所期望的永遠》的DC版遊戲軟體的移植、販賣。
- 2004年 - 和歌山縣日高郡南部川村（現南部町）森林協會的吉祥物採用「備長炭」。
- 2006年 - 總部移到東京都江東區。
- 2007年 - 網路小說網站《少年Alchemist》啟用。
- 2008年 - 參與NDS第一部《暮蟬悲鳴時　絆　第1卷　祟》、PSP第一部《寒蟬黎明 攜帶版》（暫名）發表。
- 2016年4月1日 - 向札幌地方裁判所申請破產。
- 2016年4月5日 - 破產程序開始。

## 遊戲一覽
括号內是原品牌，书名号內是原標題。
2002年
- 你所期望的永远（âge）

2003年
- Wind -a breath of heart-（minori）
- Princess Holiday 〜転がるりんご亭千夜一夜〜（August）
- ショコラ 〜maid cafe "curio"〜（戲畫）

2004年
- 月は東に日は西に 〜Operation Sanctuary〜（August）
- BALDR FORCE EXE（戲畫《BALDR FORCE》《BALDR FORCE EXE》）
- 片神名〜喪われた因果律〜

2005年
- DUEL SAVIOR DESTINY（戲畫《DUEL SAVIOR》）
- 處女愛上姊姊（乙女はお姊さまに恋してる，キャラメルBOX《處女愛上姊姊》）

2006年
- 春天的足音 -Step of Spring-（minori《春天的足音》）
- 純愛咖啡廳 Chocolat Second Style（戲畫《純愛咖啡廳》）
- ARIA The NATURAL ～遙遠記憶之幻象～

2007年
- 暮蟬悲鳴時 祭（07th Expansion《暮蟬悲鳴時》《暮蟬悲鳴時解》系列）
- 青空下的約定― 〜melody of the sun and sea〜（戲畫《青空下的約定》）
- BALDR BULLET EQUILIBRIUM（戲画《BALDR BULLET 》《BALDR BULLET "REVELLION"》）
- （07th Expansion《暮蟬悲鳴時》《暮蟬悲鳴時解》系列）

2008年
- 暮蟬悲鳴時絆　第一卷・崇（07th Expansion《暮蟬悲鳴時》《暮蟬悲鳴時解》系列）
- ARIA The ORIGINATION ～藍色行星的天空～
- Sugar+Spice! 〜あのこのステキな何もかも〜（Chuable soft《Sugar+Spice!》）
- 戀愛少女與守護之盾 -The shield of AIGIS-(AXL《戀愛少女與守護之盾》）
- 暮蟬悲鳴時絆　第二卷・想（07th Expansion《暮蟬悲鳴時》《暮蟬悲鳴時解》系列）
- 寒蟬黎明 攜帶版（07th Expansion、黃昏邊境《寒蟬黎明》）

2009年
- （童《TriggerHeart EXELICA》）
- 暮蟬悲鳴時絆　第三卷・螺（07th Expansion《暮蟬悲鳴時》《暮蟬悲鳴時解》系列）
- 赤い糸 destiny DS
- セキレイ 〜未来からのおくりもの〜
- ひぐらしデイブレイクポータブル MEGA EDITION（07th Expansion、黃昏邊境《寒蟬黎明》）

2010年
- 暮蟬悲鳴時絆　第四卷・絆（07th Expansion（07th Expansion《暮蟬悲鳴時》《暮蟬悲鳴時解》系列）
- スズノネセブン! 〜Rebirth knot〜（クロシェット『スズノネセブン!』）
- のーふぇいと! 〜only the power of will〜（與サクセス的共同開發作品）
- 咲 -Saki- Portable
- 「超」怖い話DS 青の章
- 海貓鳴泣之時～魔女與推理的輪舞曲～（07th Expansion《海貓鳴泣之時》）

## Dual Voice
Dual Voice是Alchemist的移植作品中，PC版的聲優與新聲優的聲音，兩方收入時的稱呼

## 關連項目
- 少年アルケミスト

## 外部連結
- Alchemist(（页面存档备份，存于））
- 少年アルケミスト（页面存档备份，存于）
- スマイルタイム